# Стабільність законодавства
Стабі́льність законода́вства — це стан нормативно правових актів, прийнятих вищим представницьким органом держави або безпосередньо народом в особливому законодавчому порядку, що володіє вищою юридичною силою і регулює найважливіші суспільні відносини, що характеризується: соціальною обумовленістю, стійкою ефективністю регулювання суспільних відносин, що проявляються в достатньому або задовільному вирішенні завдань, які стояли при розробці законів; відсутністю протиріч, що можуть призвести до відміни, або частковій зміні актів; сукупністю суттєвих властивостей, що відображають достатні якості законів, що обумовлюють їх здатність задовольняти потреби та інтереси суспільства, його громадян, а саме високою якістю, рівнем техніки розробки та мови закону, та інше.
Стабільність українського законодавства (виходячи з тлумачення поняття «законодавства» наданого Конституційним Судом України (див. Рішення Конституційного Суду України у справі за конституційним зверненням Київської міської ради професійних спілок щодо офіційного тлумачення ч. 3 ст .21 КЗпП України від 9 липня 1998 р. № 12-рп/98), це стабільність законів України, чинних міжнародних договорів України, згода на обов'язковість яких надана Верховною Радою України, а також постанов Верховної Ради України, указів Президента України, декретів і постанов Кабінету Міністрів України, прийнятих в межах їх повноважень та відповідно до Конституції України і законів України.
Істотні властивості стабільності законодавства :
- властивості, що відображають стабільність законодавства як явище, тобто їх сутність;
- властивості, що відображають рівень досконалості законодавства, його стабільність;
- якості, що відображають результати реалізації законів, забезпечують його стабільність.

Забезпечення стабільності законодавства може відбуватись на кількох рівнях :
1) на етапі створення законів (визначення необхідності розробки законів, розробка проектів законів, подання їх на розгляд до вищого представницького органу; розгляд проектів у вищому представницькому органі та прийняття або відхилення їх, підписання законів та офіційне їх оприлюднення)
2) під час реалізації законів.